# Марселан
Марселан (фр. Marselan) — французский технический (винный) сорт винограда, используемый для производства красных вин. Продукт скрещивания сортов Каберне Совиньон и Гренаш. Культивируется в долине реки Роны, Калифорнии, Южной Америке, Китае (провинция Хэбэй), России (Краснодарский край).

## Описание
Сорт был выведен французским ампелографом Полем Труэлем в 1961 году, работавшим в INRA по совместной программе с Высшей агрономической школой Монпелье. Данный сорт не попадал под цели программы, так как давал мелкие ягоды, потому работы над ним были отложены.
Тем не менее, новые тенденции конца 20 века, выражавшие предпочтение к низкоурожайным сортам, устойчивым к заболеваниям вроде мучнистой росы, привели к тому, что INRA обратил внимание и на Марселан; в 1990 год сорт был одобрен для коммерческого использования и внесен в реестр виноградных сортов.
Виноград, как правило, дает большие грозди с мелкими ягодами, срок созревания — средний и поздний. Проявляет устойчивость к грибковым болезням.